# Ankaratrotrox pauliani
Ankaratrotrox pauliani är en skalbaggsart som beskrevs av Yves Cambefort 1987. Ankaratrotrox pauliani ingår i släktet Ankaratrotrox och familjen Aulonocnemidae. Inga underarter finns listade i Catalogue of Life.